# Wulverghem
Wulverghem, en néerlandais Wulvergem, est une section de la commune belge de Heuvelland située en Région flamande dans la province de Flandre-Occidentale. C'était une commune à part entière avant la fusion des communes de 1977.

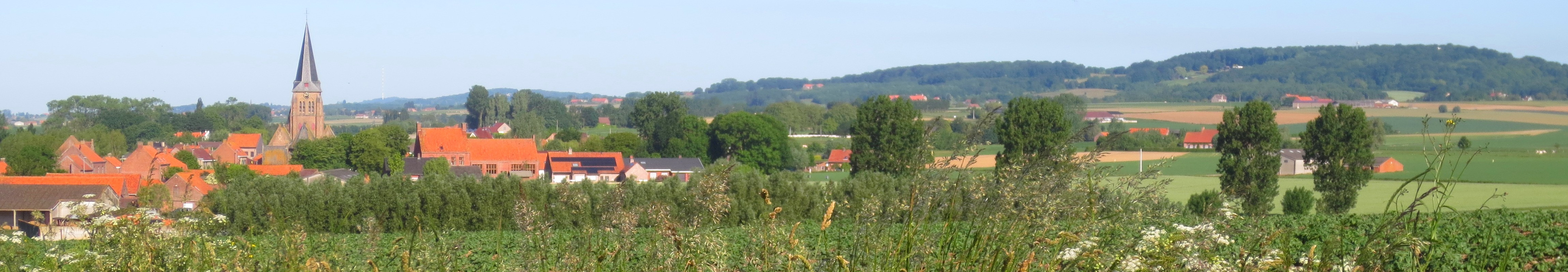
Wulverghem

## Démographie

### Évolution démographique
- Sources : INS, Rem. : 1831 jusqu'en 1970 = recensements, 1976 = nombre d'habitants au 31 décembre[2].

## Histoire
Wulverghem était dans le passé le siège d'au moins une seigneurie, celle de Kemmelhove. Fin XVIIe - début XVIIIe siècles, Ignace de Massiet détient la seigneurie. Il est chevalier, et fils de Jacques et de Charlotte  Marguerite de Waudripont. Il prend pour femme Marie Joseph de Fourmestraux (1670-1706?), fille de Bon de Fourmestraux, écuyer, seigneur de Guernanez (sur Emmerin) et du châtel d'Emmerin, bourgeois de Lille, échevin de Lille et de Marie Lucrèce Costa. Marie Joseph de Fourmestraux nait à Lille en juin 1670 (baptisée le 25 juin 1670) et meurt à Lille, sans doute le 3 avril 1706 (?).